# Jan Flinterman
Jan Flinterman est un pilote automobile néerlandais né le 2 octobre 1919 à La Haye et décédé le 26 décembre 1992 à Leyde. Après sa carrière sportive, il devient membre du directoire d'une compagnie aérienne néerlandaise.

## Biographie
Ancien pilote de chasse de la Seconde Guerre mondiale, il participe à ses premières courses automobiles en 1950. Avec Dries Van der Lof, il a été le premier pilote néerlandais à courir en championnat du monde de Formule 1.
Il a participé à un seul Grand Prix comptant pour le championnat du Monde, le 17 août 1952 au Grand Prix des Pays-Bas. Parti en quinzième position sur la grille de départ, il abandonne au septième tour sur problème de différentiel. Son équipe décide d'arrêter son coéquipier Chico Landi au quarante-troisième tour pour qu'il le remplace ; Flinterman finit ainsi la course en neuvième position, à sept tours du vainqueur.
Après sa courte carrière sportive, il devient membre du directoire d'une compagnie aérienne néerlandaise.

## Résultats en championnat du monde de Formule 1
| Saison | Écurie                 | Châssis        | Moteur              | Pneus   | GP disputé | Points inscrits | Classement |
| ------ | ---------------------- | -------------- | ------------------- | ------- | ---------- | --------------- | ---------- |
| 1952   | Escuderia Bandeirantes | Maserati A6GCM | Maserati 6 en ligne | Pirelli | Pays-Bas   | 0               | n.c.       |